# 馬丁斯堡鎮區 (伊利諾伊州派克縣)
馬丁斯堡鎮區（英語：Martinsburg Township）是位於美國伊利諾伊州派克縣的一個行政鎮區。

## 地方資料
根據2010年美國人口普查的數據，馬丁斯堡鎮區的面積為97.70平方千米，當中陸地面積為97.70平方千米，而水域面積為0.00平方千米。當地共有人口408人，而人口密度為每平方千米4.18人。